# Memhölz

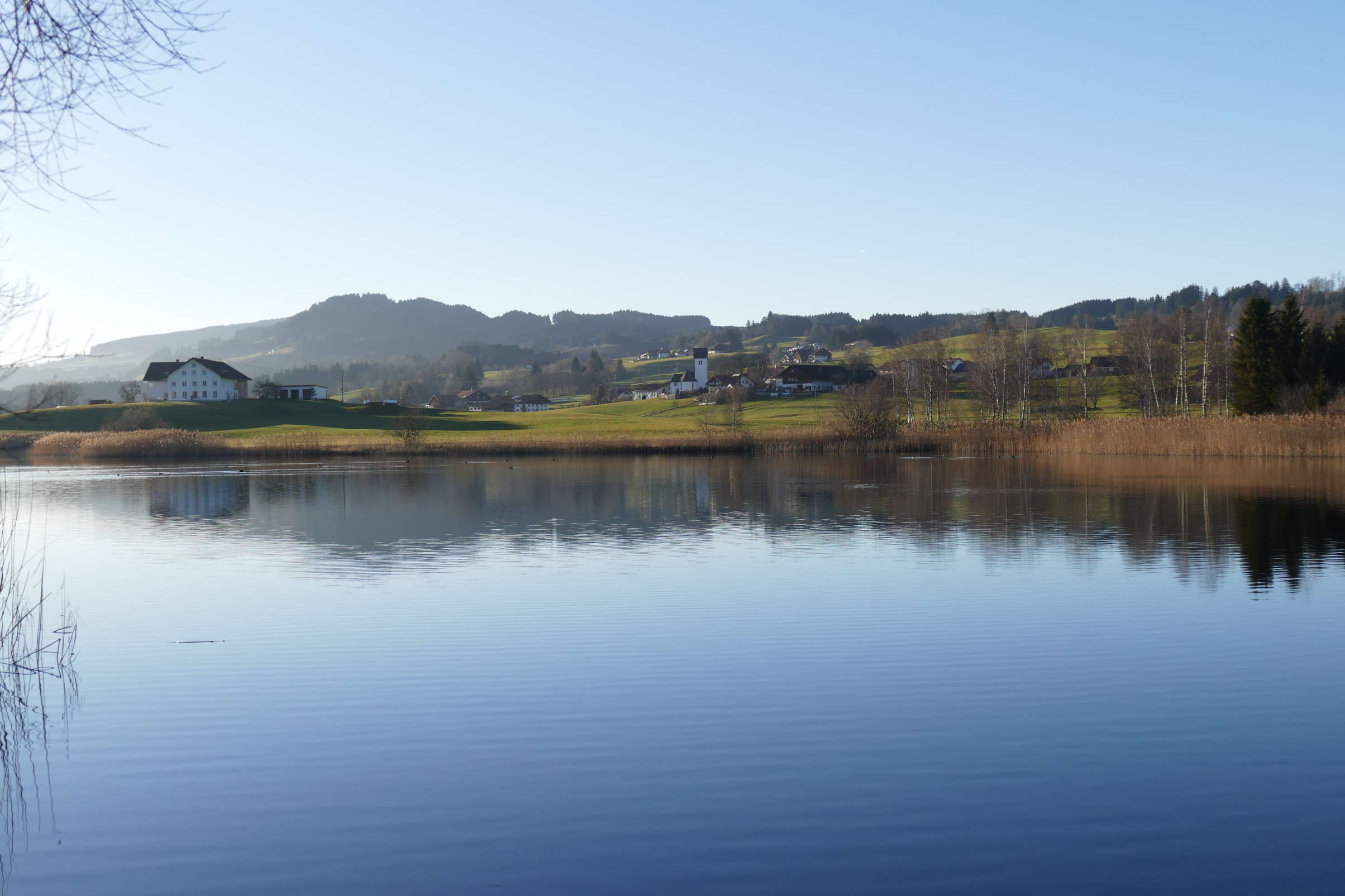
Memhölz mit Friesinsel und Niedersonthofner See

Memhölz ist ein Gemeindeteil der Gemeinde Waltenhofen im Landkreis Oberallgäu (Schwaben, Bayern). Das Pfarrdorf besteht aus den Teilen Memhölz und Memhölzried.

## Geschichte
Um 1200 wurde ein Memehilt urkundlich erwähnt. Im Jahr 1275 nannte man den Ort Memchiltz, 1325 Memhildes und 1353 Memhiltz. Die 1275 erwähnte Pfarrkirche St. Andreas wurde im späten 15. Jahrhundert aus Stein neugebaut. 1422 wurde diese mit der Pfarrei Zellen vereint.
Der Kempenter Fürstabt Roman Giel von Gielsberg ließ sich bei Memhölz um 1650 eine Sommerresidenz errichten. Sie stand mitten im jetzt stark verlandeten See.
In Memhölz befindet sich das Haus Schönstatt auf’m Berg der Schönstattbewegung.

## Gemarkung
Zur Gemarkung gehören zahlreiche Weiler, so gehören zum Teil Memhölz: Berg, Einzenberg, Ettlis, Friesinsel, Gerats, Hupprechts, Insel, Memhölz, Oberburg,  Stegacker, Unterburg, Wachters, Wies, Wollmuths und Zellen. Zu Memhölzried gehören die Weiler Aubruck, Brenden, Helen, Hubers, Linden, Maind, Oberegg, Steig, Suiters, Türken und Unteregg.